# Rhein-Neckar Löwen
De Rhein-Neckar Löwen is een handbalclub uit de Duitse metropoolregio Rijn-Neckar. Het thuisstadion is de SAP Arena in Mannheim met een capaciteit voor 14.500 toeschouwers.
De club ontstond in 2002 uit de fusie van TSG Kronau en TSV Baden Östringen en droeg de naam Spielgemeinschaft SG Kronau/Östringen, in 2007 werd overgegaan tot de naamswijziging naar Rhein-Neckar Löwen. 
Het eerste herenteam van RNL is actief in de Handball-Bundesliga der Männer alwaar de ploeg kampioen speelde (Deutscher Meister) in 2016 en 2017. 